# Góry Niszapurskie
Góry Niszapurskie – góry o długości ok. 350 km w północno-wschodnim Iranie, w systemie Gór Turkmeńsko-Chorasańskich.
Maksymalna wysokość to 3211 m n.p.m. Występują liczne jaskinie.